# Kevin de Queiroz
Kevin de Queiroz – amerykański zoolog, paleontolog i znawca nomenklatury filogenetycznej. Zajmuje się głównie systematyką biologiczną, ewolucją i filogenezą płazów i gadów, w szczególności jaszczurek z grupy Iguania – opisał m.in. gatunek Enyalioides rubrigularis. Zajmował się także m.in. filogenezą mieczyków Hellera. W 1978 roku uzyskał tytuł Bachelor of Science z biologii na Uniwersytecie Kalifornijskim w Los Angeles, w 1985 tytuł Master of Science z zoologii w San Diego State University, a doktoryzował się z zoologii w 1989 roku na Uniwersytecie Kalifornijskim w Berkeley. Obecnie pracuje w dziale zoologii kręgowców Muzeum Historii Naturalnej w Waszyngtonie. Wraz z Philipem Cantino jest autorem PhyloCode'u.